# Blake Eden
Blake Eden (Phoenix, Arizona; 25 de agosto de 1996) es una actriz pornográfica y modelo erótica estadounidense.

## Biografía
Blake Eden, también conocida como Blake Bartelli, nació en agosto de 1996 en el estado estadounidense de Arizona. Comenzó su carrera como modelo erótica en 2015, pasando a ser tanteada por las agencias y pasar, más tarde, a debutar ese año como actriz pornográfica, a los 19 años de edad.
Como actriz ha trabajado para productoras como Girlsway, Kelly Madison Productions, Girlfriends Films, Mofos, FM Concepts, Digital Sin, Digital Playground, Adam & Eve, Bangbros, Brazzers, Vixen, Jules Jordan Video o New Sensations, entre otras.
En enero de 2016 fue elegida Hustler Honey del mes, y solo dos meses después fue proclamada Penthouse Pets de marzo por la revista Penthouse.
Ha aparecido en más de 110 películas como actriz.
Algunas películas de su filmografía son A Soft Touch, Cheer Squad Sleepovers 19, Hollywood Hills Hijinx, Italian Tutor, Love Blind, Make Her Submit 3, Party of Three 17, Pussy Party, Stuffing My Horny Girlfriend 3 y Taking Turns.

## Premios y nominaciones
| Año  | Ceremonia         | Resultado | Premio              | Trabajo |
| ---- | ----------------- | --------- | ------------------- | ------- |
| 2017 | Spank Bank Awards | Nominada  | Most Luscious Labia | —       |